# Слабаков Петр
Слабаков Петр (болг. Петър Слабаков; нар. 23 квітня 1923) — болгарський актор театру і кіно. Заслужений артист Болгарії (1971). Знявся в українських телефільмах: «Шлях до Софії» (1978), «Овід» (1980, 3 с), «Карастоянови» (1983, 4 с.) тощо.

## Біографія
Слабаков Петр народився 23 квітня 1923 року в місті Лясковец. Середню освіту здобув у місті Шумен. 9 вересня 1944 року добровольцем пішов на Другу світову війну.
Помер у віці 86 років 17 травня 2009 року в селі Берієво.